# Оборонные заводы
Оборонные заводы (сокр. ОЗ) — высокоорганизованные промышленные предприятия, ориентированные на выпуск изделий и продукции военного характера. ОЗ бывают специализированные, централизованно работающие в интересах военного ведомства на постоянной основе, но также имеется большое количество предприятий двойного назначения, которые работают на оборону в соответствии с заключённым контрактом (производственным подрядом). Заказчиком продукции и изделий оборонного характера выступают специально на то уполномоченные государственные структуры.
К ОЗ относятся все предприятия, производящие военное снаряжение и имущество, любые вооружения и военную технику, в том числе авиационную технику и космические аппараты, а также взрывчатые и отравляющие вещества, расщепляющиеся и радиоактивные материалы — независимо от доли военных заказов.

## История ОЗ в Российской империи
Вероятно, что первой в истории страны структурой, регулирующей производство оружия, стал созданный в 1577 году царём Иоанном IV Грозным Пушкарский приказ. В результате преобразований и реформ согласно требованиям времени в 1862 году было учреждено Главное артиллерийское управление (ГАУ) Военного министерства Российской империи.
Перед началом Первой мировой войны в РИ существовало два типа военных предприятий — это так называемые «казенные» (то есть государственные) военные заводы, состоявшие на балансе Военного, Морского и Горного ведомств, и частные предприятия, выпускавшие военную продукцию. Управление казёнными заводами осуществляли отдел техническо-артиллерийских заводов и распорядительное делопроизводство ГАУ. Заказчиком продукции также выступало ГАУ. Все расходы на производство и оплату военной продукции закладывались в государственный бюджет по статье содержания вооруженных сил страны.
В 1917 году в РИ имелось:
- восемь оружейный заводов, из них три казённых
- двенадцать патронных заводов
- три пушечных завода
- пятнадцать пороховых заводов
- четыре снаряжательных завода
- два трубочных завода

Военное судостроение велось на казенных заводах Морского ведомства: Балтийском, Адмиралтейском, Ижорском и крупных частных заводах. Всего на судостроение работало более 100 различных предприятий.
Авиационная промышленность была представлена 14-ю самолётостроительными и сборочными заводами, отдельно имелись семь моторостроительных завода, три завода выпускали воздушные винты, два завода — электрику (магнето) и завод авиационных измерительных приборов.
В России на 1914 год действовало 7 военно-химических заводов, а химическое сырье для производства взрывчатых веществ, в основном, закупалось за границей. Но уже в 1917 году действовало 175 военно-химических заводов, в том числе 30 заводов по производству боевых отравляющих веществ.

## ОЗ в СССР[1]

### Период становления и развития до периода ВОВ
В результате военного переворота 25 октября 1917 года (вошедшего в историю как Великая Октябрьская Социалистическая революция) было свергнуто Временное правительство России, провозглашена Советская власть и сформировано новое правительство — Совет народных комиссаров (СНК или «Совнарком»).
Одним из важнейших факторов, способствующих успешному перевороту, было обещание народу первым делом прекратить затянувшуюся войну. И первым официальным документом был «Декрет о мире». Затем, 3 марта 1918 года был заключён сепаратный Брест-Литовский мирный договор (т.н. «Брестский мир») об одностороннем выходе из войны Советской России. После заключения Брестского мира было начато сворачивание военной промышленности в стране. Планировалось оставить только те военные заводы, которые опираются на мирную промышленность и существование которых не будет мешать выполнению общих хозяйственных задач. Предусматривалось сохранить производство только стрелкового вооружения и только в объёмах, минимально необходимых для потребностей  РККА. Постройку военных кораблей было решено ликвидировать. Зарождающуюся авиационную промышленность было решено сократить до минимума, оставив производство только учебных аппаратов. Таким образом делалась ставка на выработку единой экономической политики.
Для централизованного управления промышленностью советской республики 15.12.1917 года был создан орган: Высший совет народного хозяйства (ВСНХ).
Созданные до революции военно-промышленные комитеты были переданы в ведение Комитета по демобилизации ВСНХ. На военных заводах на основе выборности были созданы народно-промышленные комитеты, которые активно вмешивались в дела управления производством. 28.06.1918 года был принят Декрет о национализации промышленности, положивший начало массовой передаче предприятий из частного владения в ведение ВСНХ. При этом создание единой системы производства вооружений столкнулось с проблемой многовластия и ведомственности. Механическое объединение в ВСНХ всевозможных главков, каждый из которых продолжал вести свою ведомственную политику, породило путаницу и неразбериху в управлении производством. На национализированных предприятиях, где управление брали в свои руки рабочие, наблюдалось резкое снижение производства и трудовой дисциплины, в ряде случаев предприятия банально разворовывались.
На фоне всего этого бардака произошла активизация военных действий уже внутри страны по идеологическим мотивам, вошедшая в историю как Гражданская война 1918-1922 гг, что потребовало вновь вернуть производство вооружений. 30.09.1918 года при СНК был создан Совет рабочей и крестьянской обороны (с 04.1920 года – Совет труда и обороны РСФСР), взявший на себя функции военно-хозяйственного управления и планирования в годы Гражданской войны.
16.08.1918 года была создана Чрезвычайная комиссия по производству предметов военного снаряжения при ВСНХ, переименованная 2.11.1918 г. в Чрезвычайную комиссию по снабжению КА («Чрезкомснаб»), которая осуществляла контроль и согласование работы всех военных заводов. В 1918 году в составе Отдела металла ВСНХ было создано Бюро военной промышленности. Одновременно было создано Центральное управление снабжения (ЦУС), в которое вошли ГАУ, Главное военно-техническое управление (ГВТУ) и Главное военно-инженерное управление (ГВИУ). Таким образом, к концу 1918 года основная часть военных заводов страны была в ведении ВСНХ, часть подчинялась ЦУС, некоторые специальные заводы (Тульский, Ижевский, Симбирский) подчинялись непосредственно ГАУ, другие – ЦПАЗ ГАУ. 31.10.1918 года в системе ВСНХ был создан Центральный отдел военных заготовлений для организации вещевого и обозного производства. 22.11.1918 года все военные заводы бывшего Морского ведомства, а в марте 1919 года артиллерийские заводы ЦПАЗ были подчинены ВСНХ. Постановлением Президиума ВСНХ от 31.12.1918 года было создано Главное Управление объединенных авиапромышленных заводов («Главкоавиа»).
Приказом Чусоснабарма № 75 от 12.09.1919 года был учрежден Совет военной промышленности (СВП, «Промвоенсовет»), в ведение которого передали все заводы, обслуживающие артиллерию, флот, авиацию, саперные войска и интендантство. Таким образом, впервые в стране все предприятия военной промышленности были объединены в одно ведомство.
По решению СВП от 14.10.1920 года всем главкам, кроме Главкоавиа, было поручено дать всем заводам, находящимся в их ведении, внутриведомственную нумерацию.
В ведение главков Промвоенсовета вошло 59 заводов. Кроме того, под контролем СВП действовал ещё ряд предприятий: ГОМЗА, «Петротяж», Главцветмета, ЦАС, Секции ВВ; всего в 1920 году находилось свыше 130 заводов, в начале 1921 году – более 150. Заводы СВП были поставлены в особое привилегированное положение. Постановлением СТО от 25.03.1920 года все авиапредприятия были милитаризованы, постановлением от 16.06.1920 года отнесены к ударной группе оборонных заводов по степени снабжения, постановлением СТО от 11.08.1920 года в число ударных включен 21 завод СВП. Ударными называли наиболее важные предприятия различных отраслей, «выполнявшие производственные задания в форме боевого приказа», для которых с целью поднятия производства были установлены привилегированные условия в работе и снабжении топливом и сырьем.
Таким образом руководство страны проводило реформирование оборонных заводов.
Но несмотря на все принятые решения, к 1921 году военная промышленность страны находилась на грани краха: старые запасы были полностью истощены, оборудование изношено до предела, утрачено большинство квалифицированных кадров, рабочая дисциплина находилась на очень низком уровне.
6 июня 1921 года на базе Промвоенсовета было создано Главное Управление военной промышленности (ГУВП, «Главвоенпром») ВСНХ РСФСР. В состав ГУВП в конце 1921 года входило 56 заводов.
Предписанием ГУВП от 26.06.1922 г. всем заводам ГУВП было предложено выбрать «революционные названия».
В соответствии с Декретом о трестах от 10.04.1923 г. и приказом ВСНХ № 609 от 24.03.1924 г. ГУВП преобразовано в Государственное объединение «ГУВП СССР» («Главвоенпром»).
Постановлением ЦИК от 12.11.1923 г. вся военная промышленность страны была передана в общесоюзное ведение – ВСНХ СССР.
Всё военное производство страны по степени родственности их изделиям гражданской промышленности было разбито на три группы:
- 1-я группа — ручное огнестрельное оружие, патроны, капсюли, пороха, взрывчатые и отравляющие вещества, дистанционные трубки, мины, снаряжательные работы;
- 2-я группа — взрыватели, артиллерийские орудия, артиллерийские снаряды, матчасть артиллерии, военное судостроение, авиастроение, танкостроение, военная оптика и радио;
- 3-я группа — электротехническое имущество, железнодорожное, понтонное имущество, средства связи и маскировки, военно-инженерный инструмент, корпуса артиллерийских снарядов, интендантское имущество.

Производство изделий 1-й и 2-й групп было сосредоточено на специальных, так называемых «кадровых» военных заводах. Производство изделий 3-й группы должно было осуществляется на гражданских предприятиях промышленности. В случае войны эти предприятия могли быть мобилизованы.
1924 году в составе Государственной комиссии по планированию («Госплан») при СТО было организовано Военное бюро.
В 1925 году для восстановления и развития промышленности страны в СССР был провозглашён курс на социалистическую индустриализацию (см. ст. Индустриализация в СССР).
По приказу ВСНХ № 164 от 4.12.1925 года из комитетов КДМ и военных заказов ВСНХ было образовано Военно-промышленное управление (ВПУ), а «Главвоенпром» преобразован в ПО военной промышленности («Военпром») ВПУ ВСНХ. Несмотря на предпринятые усилия по реорганизации управления военной промышленностью, к 1926 году  восстановления и оздоровления военной промышленности достигнуто не было, а её производственные возможности остались ниже уровня 1916 года.
В соответствии с постановлением СНК от 27.04.1926 года, для повышения секретности оборонного производства с целью сокрытия характера производства и места дислокации была введена новая сквозная система нумерации военных заводов, начиная с № 1. Согласно первому приказу о переименовании № 73сс от 9.07.1927 года, номерные обозначения получили 30 заводов. Кроме того, были введены несекретные наименования предприятий «для печатей и вывесок», адреса для направления грузов и условные телеграфные адреса. Вскоре в обиход были введены т.н. «почтовые ящики», в качестве условного адреса предприятия военной промышленности.
Затем начался этап по превращению промышленности страны в планово-директивную экономику, в которой вся роль управления промышленностью отводилась государству.
В 1928 году была начата реализация первого пятилетнего плана развития народного хозяйства СССР. Первая пятилетка рассматривалась как важный шаг в превращении военной промышленности как обособленного цикла военных заводов в военно-промышленный комплекс СССР.
В соответствии с постановлением Политбюро ВКП(б) от 15.07.1929 года была проведена т.н. «чистка» руководящего состава военной промышленности до заводов включительно.
В 1930 году был принят мобилизационный план по обеспечению промышленностью потребностей армии в первый год войны, охватывавший 572 предприятия. В его основу были положены задания по основным предметам вооружения, утверждённые постановлением РЗ СТО от 21.01.1930 года.
Несмотря на все огромные усилия, затраченные на оборонное строительство, задачи, поставленные на первую пятилетку, не были решены в полном объёме, хотя официально и  было объявлено об успешном и досрочном выполнении первой пятилетки за четыре года и три месяца.
Планами на вторую пятилетку предусматривалась концентрация «кадровых» заводов 1-й группы и рассредоточение остальных по всем родственным им отраслям промышленности. Важнейшей задачей становилось максимальное приспособление гражданских производств к выпуску военной продукции. Кроме того, перед военной промышленностью были поставлены задачи: перенос военных заводов из «угрожаемых» (т. е. приграничных) районов в более безопасные в глубине страны; переход от оздоровления заводов к их реконструкции; модернизация старых и разработка новых образцов вооружений.
В 1930 году были сформированы всесоюзные объединения: орудийно-оружейно-пулемётных производств («Оружобъединение») и патронно-трубочного и взрывательного производств («Патрубвзрыв»). «Авиатрест» был преобразован во Всесоюзное авиационное объединение ВАО.
В 1932 году вместо ВСНХ были созданы Наркоматы тяжелой, легкой и лесной промышленности. Все военно-промышленные предприятия «кадра» и «запаса» были переданы в ведение вновь созданного НК тяжёлой промышленности, где были сгруппированы в составе ГВМУ, а также новых объединений и трестов, образованных в непосредственном подчинении НКТП. Система управления была или двухступенчатой (главк – завод), или трехступенчатой (главк – трест – завод).
В составе НКТП в 1933 году действовало 127 оборонных предприятий.
2.08.1934 года вышел приказ НКТП № 126, в котором говорилось:
```
«Некоторые главки, объединения и тресты присваивают подведомственным своим заводам цифровые номера самостоятельно, относя их, таким образом, к оборонным предприятиям, в результате – под одними и теми же номерами оказалось по несколько заводов, что создает путаницу и служит причиной засылок переписки и грузов. Приказываю: 1) Сохранить номера, присвоенные заводам согласно прилагаемого списка. Все остальные номера аннулировать. 2) При необходимости зашифровки завода, путем присвоения ему цифрового номера, таковой делается Секретно-шифровальным отделом НКТП, помимо которого категорически запрещаю нумерацию заводов».
```

К приказу прилагался список из 98 номерных заводов. Далее полномочия присвоения номеров оборонным заводам были переданы в НКАП. В соответствии с постановлением СНК № 695-212сс от 26.06.1943 г. НКАП был освобожден от присвоения номеров оборонным предприятиям, эта обязанность передана СНК СССР.
По состоянию на 12.1936 года в составе НКТП числилось 166 предприятий, в том числе 27 институтов и КБ, и 5 полигонов.
Постановлением ЦИК от 8.12.1936 года был создан Народный комиссариат оборонной промышленности СССР. В состав НКОП вошли: 
- 47 авиационных заводов
- 15 артиллерийских заводов
- 10 танковых заводов
- 10 судостроительных заводов

А также заводы: 3 оружейных, 9 оптико-механических, 9 патронно-гильзовых, 7 трубочно-взрывательных, 7 снарядных, 3 по производству минного, торпедного и бомбового вооружения, 23 военно-химических предприятия, 16 заводов по производству электроприборов и радиоприборов, 8 предприятий точного машиностроения, 5 аккумуляторных и 3 металлургических завода.
По приказу НКОП № 06сс от 30.12.1936 года Главные Управления наркомата, а также заводы, институты и КБ, в них вошедшие, получили номерные обозначения (кроме тех, которые их уже имели). Институты и бюро получили последовательные номера от 1 до 29 (кроме № 20, который планировалось присвоить ИРПА, но позже он был присвоен вновь созданному Телемеханическому институту), а проектные институты – номера своих Главных управлений. В составе НКОП сформировались 57 военно-промышленных, научно-исследовательских и опытно-конструкторских организаций.
27.04.1937 года был образован Комитет Обороны при СНК СССР.
По состоянию на 16.05.1938 года в состав НКОП входило 219 предприятий и заводов оборонной промышленности.
Указом Президиума ВС СССР от 11.01.1939 года Наркомат оборонной промышленности был разделен на 4 самостоятельных наркомата:
- НК боеприпасов (НКБ)
- НК вооружения (НКВ)
- НК судостроительной промышленности (НКСП)
- НК авиационной промышленности (НКАП)

В состав НКБ вошли 4, 11, 13, 14 и 21-е Главные управления НКОП – 54 завода, 14 НИИ и КБ, 6 строительных трестов.
В состав НКВ вошли 3, 9, 12, 15-е ГУ НКОП – 35 заводов, 11 НИИ и КБ, 4 строительных треста.
В состав НКСП вошли 2, 7, 17, 19 и 20-е ГУ НКОП – всего 48 заводов, 13 НИИ и КБ, 5 трестов, а также 9 ВУЗов и 11 техникумов.
В состав НКАП вошли 86 заводов, 9 НИИ и КБ, 5 строительных трестов.
Всего на начало 1941 года в состав четырёх военно-промышленных наркоматов входило около 300 производственных предприятий. Таким образом, военно-промышленные наркоматы специализировались на производстве военных изделий 1-й и 2-й группы. Выпуск изделий 3-й группы, в основном, осваивалось «запасными» предприятиями Наркоматов Общего, Тяжелого и Среднего машиностроения и Химической промышленности. В ведение Наркомате среднего машиностроения был передан Спецмаштрест НКОП (танкостроение), оборонные предприятия в НКСМ были сосредоточены в Главспецмаше.

### Годы Великой Отечественной войны
Период Великой Отечественной войны 1941-1945 гг характеризуется преобразованием народнохозяйственного комплекса СССР в военно-промышленный комплекс, с разделением на специальные военно-промышленные отрасли соответствующих наркоматов: НКАП, НКБ, НКВ, НКМВ, НКСП, НКТП.
30 июня 1941 года совместным постановлением Президиума Верховного совета СССР, СНК СССР и ЦК ВКП(б) был создан Государственный комитет обороны (ГКО) СССР — высший государственный орган управления страной в военное время, в том числе и всей промышленностью страны.
11.09.1941 года был образован Наркомат танковой промышленности — НКТП. На начало 10.1941 года к НКТП относились 11 предприятий, а в 1944 году – уже 27.
Постановлением ГКО № 1377с от 3.03.1942 года к числу наркоматов военной промышленности был отнесен НК химической промышленности, а в соответствии с постановлением ГКО № 1644с от 25.04.1942 года по приказу № МК-129с от 27.04.1942 года к числу оборонных наркоматов отнесен НК электропромышленности.
Всего по состоянию на ноябрь 1944 года в систему ВПК СССР входило 562 «кадровых» завода и 98 НИИ и ОКБ.
Эвакуация предприятий в годы ВОВ.
(основная статья: Эвакуация в СССР во время Великой Отечественной войны)
24 июня 1941 года совместным постановлением ЦК ВКП(б) и СНК СССР «для руководства эвакуацией населения, учреждений, военных и иных грузов, оборудования предприятий и других ценностей» при СНК СССР был создан Совет по эвакуации.
Дополнительно, 25 октября 1941 года Постановлением ГКО СССР № 834с был образован Комитет по эвакуации из прифронтовой полосы сырья и материальных средств согласно перечня
Только за лето 1941 года было эвакуировано на восток 1360 предприятий, работающих на оборону.
К концу августа 1941 года из Ленинграда было эвакуировано около 100 предприятий. К концу ноября 1941 года из Москвы и Московской обл. было эвакуировано 498 предприятий; всего к концу декабря эвакуировано 2593 предприятия (в т.ч. в системе НКСП: 35 заводов, 5 НИИ и проектных институтов, 7 ЦКБ, 5 трестов, 8 учебных заведений; НКЭП: 61 предприятие).

### ВПК в позднесоветский период
Первое послевоенное десятилетие.
26 мая 1945 года ГКО принял постановление «О мероприятиях по перестройке промышленности в связи с сокращением производства вооружений».
Указом Президиума ВС СССР от 4.9.1945 года Государственный комитет обороны был упразднён и вся полнота верховной власти передавалась СНК СССР. Был разработан четырёхлетний план (1946-1950 гг) по восстановлению разрушенных войной предприятий и перевод предприятий промышленности на производство гражданской продукции. Были частью ликвидированы наркоматы военного времени (НК боеприпасов, НК миномётного вооружения и НК танковой промышленности).
В 1946 году СНК СССР был преобразован в Совет Министров СССР. Производство гражданской продукции увеличилось с 3,8 млд. руб. в 1944 году до 12,8 млд, руб. в 1946 году. Доля военной продукции в 1946 году планировалась в 14,8% от общего объёма производства в стране. Переход на выпуск гражданской продукции военными заводами выполнялся приоритетно, нередко в ущерб запланированного производства военной продукции.
В период с 1946 по конец 1950-х годов была проведена модернизация производства так называемой «общей военной техники» и появление новых видов военной продукции, объединённых под общим названием «специальной военной техники» — ракетное вооружения, реактивная авиация и сопутствующие производства.
Вопросами планирования заказов на вооружение и боевую технику и организацию научно-исследовательских работ по оборонной тематике выполняло до 1952 г. Бюро по военно-промышленным и военным вопросам при Совмине СССР, а с 1952 года — Комиссией Президиума Совмина СССР по военно-промышленным вопросам.
В реализации планов производства военной продукции в первое послевоенное десятилетие большая заслуга принадлежит хозяйственным организациям МВД СССР, которые являлись подрядчиками при строительстве многих промышленных объектов оборонного значения.
Ядерное оружие.
15 февраля 1943 года ГКО отдает распоряжение о создании в системе Академии наук СССР Лаборатории № 2 (Лаборатория измерительных приборов АН СССР) — секретного подразделения по ядерной энергии. Постановлением ГКО СССР от 25 мая 1943 года под «Лабораторию» и жилую площадь её сотрудников было передано здание Всесоюзного института экспериментальной медицины в Серебряном Бору под Москвой. Строительство комплекса было поручено Главвоенпромстрою СССР.
Для организации работ по созданию ядерного оружия при Совмине СССР был создан Специальный Комитет и три Главных Управления.
В соответствии с постановлением СНК № 3007-892сс от 1.12.1945 года в Челябинской области было начато строительство завода № 817 1-го Главного управления (ПГУ). Это был первый в СССР горно-химический комбинат по производству оружейного плутония-239 (реактор пущен 8.06.1948).
8 апреля 1946 года Совет Министров СССР принял постановление № 806–327, в соответствии с которым в системе 1-го ГУ на базе филиала Лаборатории № 2 организовывалось КБ-11 (п/я Арзамас-16). 21 июня 1946 года Совмин СССР принимает постановление № 1286–525 «О плане развертывания работ КБ-11 при Лаборатории № 2 АН СССР». Используя площадку завода № 550 бывшего Наркомата боеприпасов в п. Саров Челябинской обл, силами МВД СССР было начато строительство национального ядерного центра, в дальнейшем известного как Производственное объединение «Маяк».
25 декабря 1946 года в Москве начал работу опытный ураново-графитовый реактор Ф-1.
5 августа 1949 года методом горячего прессования металлического плутония были изготовлены две полусферы весом 6,2 кг — заряд первой советской ядерной бомбы РДС-1. Ночью 10-11 августа в КБ-11 была проведена контрольная сборка изделия. Проведенные измерения подтвердили соответствие РДС-1 техническим требованиям и пригодность его для полигонного испытания. Автоматические взрыватели и высоковольтные установки для РДС-1 были изготовлены НИИ-504 МСХМ и НИИ-6. Данные устройства обеспечивали одновременность подрыва плутониевого заряда с точностью до миллионных долей секунды. В отработке отдельных узлов конструкции принимали участие ГСКБ-47 МСХМ, ЦКБ-326 Минсвязи и КБ завода № 88 Минвооружения. Теоретические расчеты вели подразделения институтов АН СССР: Математического им. Стеклова, Физических проблем и Геофизического. Испытание РДС-1 проведено 29 августа 1949 года на специальном полигоне, построенном инженерными войсками в прииртышской степи, примерно в 170 км западнее г. Семипалатинска (Казахская ССР). После успешных испытаний заряда было изготовлено несколько образов РДС-1, на вооружение они не передавались.
В процессе реализации советского атомного проекта в исключительно сжатые сроки в стране были созданы новые отрасли экономики — атомная промышленность и атомное машиностроение, а также специальные виды производства в машиностроительной, приборостроительной, электровакуумной, химической и металлургической промышленности.
Ракетная и авиационная промышленность.
В 1944 году английские союзники прислали в СССР сбитую над Британией немецкую ракету (самолёт-снаряд) «Vergeltung-1» (более известный обывателю в СССР как Фау-1). 16 июня 1944 года в ЦИАМЕ был создан отдел ПД № 6 под руководством В. Н. Челомея для проектирования непилотируемой авиационной техники.
Говоря по существу, в СССР того периода (впрочем, как и у союзников) не было ничего подобного из вооружений, разрабатываемых и создаваемых в Германии к концу войны. В мае 1945 года при штабе советской военной администрации в Берлине была образована техническая комиссия по реактивной технике и вооружению. Собранная ею информация дала основание для принятия 13 мая 1946 года Постановления Совета Министров СССР № 1017–419сс о создании Специального комитета по реактивной технике под председательством Г. М. Маленкова. На этот орган, часто называвшийся в служебной переписке «Комитетом № 2», были возложены задачи координации научно-исследовательских, опытно-конструкторских работ и производственной кооперации министерств и ведомств по изготовлению опытных образцов и серий реактивной техники и вооружения.
Для ознакомления с достижениями немцев в конструировании образцов реактивной (ракетной) техники и технологии её серийного производства в советскую оккупационную зону Германии различными министерствами и ведомствами было направлено около 2 тыс. специалистов всех заинтересованных Министерств. 13 мая 1946 года Совет Министров СССР принял постановление о создании научно-исследовательских центров для нужд ракетной техники. Головным научно-исследовательским институтом Минвооружения по изучению, воспроизводству и усовершенствованию образцов немецкой ракетной техники был определён артиллерийский НИИ-88. В октябре 1946 года Совет Министров СССР в целях ускорения строительства лабораторных и производственных площадей и испытательных стендов для НИИ-88 (дислоцировался в подмосковном г. Калининграде) распорядился направить 2 тысячи немецких военнопленных.
Разработка двигательных установок для баллистических ракет была поручена ОКБ-456 Министерства авиационной промышленности (главный конструктор – В. П. Глушко), систем управления – НИИ-885 Министерства промышленности средств связи (главный конструктор – М. С. Рязанский), гироскопического оборудования – НИИ-10 Министерства судостроительной промышленности (главный конструктор – В. И. Кузнецов), наземного оборудования – ГСКБ Министерства машиностроения и приборостроения (главный конструктор – В. П. Бармин). В связи с необходимостью изучения зарубежного опыта конструирования и производства реактивных снарядов и пусковых установок получили следующие конструкторские организации Минвооружения: СКБ-15, СКБ-46, ЦКБ-14, ЦКБ-20, СКБ-16, ОКБ-43, НИИ-СПВА, КБ завода Цейс, НИИ-13, а также КБ заводов № 8 и № 232, Морское артиллерийское конструкторское бюро.
Также задания по воспроизводству трофейного оружия получили конструкторские организации военно-промышленных главков Министерства сельскохозяйственного машиностроения. ГЦКБ-1 Минсельхозмаша приступило к разработке снаряда по типу пороховой ракеты «Рейнботе», реактивного авиаснаряда калибром 210 мм для стрельбы с самолёта по наземным целям, реактивного авиаснаряда калибром 82 мм для стрельбы по воздушным целям, противотанкового кумулятивного снаряда, способного пробивать 200 мм броню, реактивного зенитного снаряда по типу немецкой ракеты «Рейнтохтер» и т.д., всего 11 образцов. ГСКБ-47 Минсельхозмаша приступило к разработке трех типов пороховых реактивных авиабомб и торпед, управляемой планирующей ракеты-бомбы для точного бомбометания по удаленным целям, реактивной авиабомбы-торпеды для поражения подводной части корабля. На заводах № 70, № 512 и № 571 Минсельхозмаша приступили к изучению и воспроизводству систем подрыва взрывчатки немецких ракет и состава порохов. В ГНИИ-22 и ОКБ при заводе № 571 был разработан и испытан взрыватель АВ-508 для самолёта-снаряда типа Фау-1. НИИ-49 и СКБ Министерства судостроительной промышленности получило задание разобраться с приборами автоматики и телеаппаратурой для управляемых реактивных снарядов немецких фирм «Телефункен» и «Рейнланд». Завод № 93 Министерства химической промышленности провел успешную работу по изготовлению катализатора для ускорения самовоспламенения жидкого реактивного топлива, а Институт прикладной химии воспроизвел технологический процесс изготовления ракетного топлива «Тонка» и приступил к разработке промышленного метода получения перекиси водорода. Предприятия и институты Министерства нефтяной промышленности Восточных районов разработали, по образцу немецкой, технологию изготовления стабильных коллоидных растворов металлов и металлоидов жидких горючих для реактивных двигателей, расшифровали состав 17 образцов авиационных топлив и специальной смазки.
Из советской оккупационной зоны Германии были вывезены 19 комплектов газотурбинных воздушно-реактивных авиационных двигателей ЮМО-004 и БМВ-003. В январе 1946 года Наркомат авиационной промышленности подготовил проект постановления СНК СССР об организации серийного производства реактивных истребителей «Мессершмитт-262» в количестве 120 шт. на заводе № 381 (г. Москва) и заводе № 292 (г. Саратов).
Минавиапромом на территории Германии было образовано четыре авиационных техбюро ОТБ-1 — ОТБ-4, где работали немецкие специалисты по двигателям, самолётостроению, приборам. По заданию наркоматов авиапромышленности и боеприпасов ученые и специалисты Лейпцигского Университета, лаборатории «ИГ Фарбениндустри» разрабатывали темы по легким сверхпрочным сплавам, пластмассам, методам анодных покрытий и т.д. Всего в течение 1946 года немецкими учеными было выполнено 85 работ по запросам ЦИАМ, ВИАМ, ЦАГИ, ЛИИ, НИСО, Оргавиапрома, Гипроавиапрома, НИИ-1, ГВФ, ВВС. Но ни один из опытных образцов реактивных самолётов Германии в серийном производстве в СССР освоен не был.
В копировании немецкой ракеты А-4 (Фау-2) участвовали 13 КБ и НИИ и 35 заводов. Её точной копией являлась первая советская баллистическая ракета Р-1.
Для наращивания мощностей создаваемого ракетостроения Постановлением Совмина СССР №1528-768сс в феврале 1952 года Днепропетровский автомобильный завод (ДАЗ) был передан Министерству вооружения и перепрофилирован под серийное производство ракетной техники, получив название: ГС завод № 586 или «п/я 186. Стоимость реконструкции завода под производство ракет составила 148,5 млн. руб.
В течение 1951–1955 гг. на развитие научно-исследовательской и опытно-конструкторской базы атомной промышленности и научно-исследовательских центров и опытно-конструкторских организаций ракетной техники предполагалось затратить более 64,8 млд. руб. в ценах 1950 года. В общем объеме планируемых Госпланом СССР в 1951–1955 гг. капитальных вложений в народное хозяйство страны в размере 770000 млн. руб. на «специальные работы» приходится 29545,7 млн руб., то есть 3,8%.
В 1953 году было выполнено объединение предприятий, НИИ и КБ, находившихся в непосредственном подчинении трёх главных управлений при Совете Министров СССР (атомных)  в союзное Министерство среднего машиностроения (Минсредмаш).
В 1956 году в системе Минавиапрома сосредоточивается 220 «кадровых» военных заводов, в системе Миноборонпрома – 210, в системе Минсудпрома – 135, в системе Минрадтехпрома – 216. Помимо производственных функций, данные министерства ведут интенсивную работу по созданию новых образцов вооружений и боевой техники усилиями 270 опытных заводов, конструкторских бюро, научно-исследовательских, специальных и проектных институтов.
В 1958 году все НИИ, КБ, СКБ и ОКБ советского военно-промышленного комплекса вместе с опытными заводами передаются в ведение Государственных Комитетов: по авиационной технике, оборонной технике, радиоэлектронной технике и судостроению. Министерства военной промышленности расформировываются, а серийные заводы военно-промышленного «кадра» передаются в ведение советов министров союзных республик и совнархозов экономических районов.
1 декабря 1958 года завершилась первая серия испытаний экспериментальной атомной подводной лодки К-3 постройки завода № 402. Атомную двухконтурную энергетическую установку подводной лодки разрабатывали СКБ-143 и НИИ-8 под общим научным руководством Института атомной энергии АН СССР.
В конце декабря 1960 года Президиум Совета Министров СССР рассмотрел вопрос о снижении на 38% (около 2,6 млд.руб.) оптовых цен на серийную военную продукцию по плану производства на 1961 год и утвердил на многие новые образцы военной техники, вместо договорных, твердые прейскурантные цены. В качестве примера, цена за одно изделие:
- подводная лодка пр. 627А — 12 млн. 400 тыс. руб
- радиолокационная станция П-14 — 168 тыс. 500 руб
- пасс. самолёт Ту-114 — 2 млн. 101 тыс. 900 руб
- бомбардировщик Ту-22 — 1 млн. 230 тыс. руб
- истребитель МиГ-21Ф — 202 тыс. 500 руб
- ракета 8К-11 — 42 тыс. руб

По состоянию на 1 января 1962 года структура советского ВПК определялась производством шести основных групп продукции:
- В состав производственно-технологического комплекса по производству общевойсковых систем вооружения и боеприпасов входили 134 предприятия, в том числе: 16 заводов по производству патронов и стрелкового оружия, 12 оптико-механических заводов, 12 заводов по производству артиллерийских систем, 7 заводов по производству бронетанковой техники, 86 заводов по производству элементов боеприпасов. Общее число работающих составляло 700 тыс. человек. В создании новых образцов общевойсковых систем вооружения и боеприпасов принимали участие 70 научно-исследовательских и конструкторских организаций.
- В серийном производстве образцов общей и специальной авиационной техники участвовали 28 предприятий. 11 предприятий были заняты серийным производством авиационных моторов и реактивных двигателей. Производство авиационного электромеханического оборудования, навигационных и радиолокационных приборов, других узлов и агрегатов авиационной техники было сосредоточено на 55 предприятиях.  В разработке образцов авиационной техники и технологии в СССР было занято 15 научно-исследовательских институтов и 68 особых конструкторских бюро с производственными подразделениями (опытные и серийные заводы), в которых работало около 250 тыс. человек. Общее количество работников авиационной отрасли промышленности СССР составляло 1,2 млн человек.
- В состав производственно-технологического комплекса производства боевых надводных и подводных кораблей входили: 60 судостроительных и судоремонтных заводов и верфей[8], 32 завода судового и специального машиностроения и приборостроения, 8 электромонтажных предприятий, 31 НИИ и КБ. Общее количество работников судостроительной промышленности составляло 427,6 тыс. человек.
- Производство радиоэлектронного военно-технического снаряжения. В данный производственно-технологический комплекс входили предприятия радиотехнической, электронной, электровакуумной и полупроводниковой промышленности. В производстве радиоэлектронных систем военно-технического снаряжения участвовали 256 серийных заводов, в том числе: 33 завода по производству радиодеталей, 13 заводов по производству полупроводниковых приборов, 24 завода по производству радиоаппаратуры, 16 заводов по производству телевизионной аппаратуры, 8 заводов по производству приемно-усилительных радиоламп, 6 заводов по производству электроннолучевых трубок и т.д. В разработке новых образцов радиоэлектронной техники и технологии принимали участие 163 научно-исследовательских института, опытно-конструкторских бюро и опытных заводов. Общее число работающих в перечисленных отраслях радиоэлектроники составляло 1 млн. 79 тыс. человек. 55% всей произведенной в 1962 году предприятиями данного производственно-технологического комплекса продукции имело военное назначение.
- Производство систем ракетно-космической техники осуществлялось на 120 заводах — это без учёта предприятий-поставщиков комплектующих изделий по кооперации, при численности работников ракетно-космической отрасли ~ 350 тыс. человек. Разработкой занимались 65 научно-исследовательских институтов и опытно-конструкторских организаций с производственными подразделениями (опытные заводы), в которых работало свыше 100 тыс. человек.
- Производство ядерных боеприпасов, по понятным причинам, было засекречено. В статистических материалах ЦСУ СССР, Госплана СССР и Министерства финансов СССР данные об этом производстве отсутствуют. По косвенным данным, в начале 60-х годов, советскую атомную промышленность представляли более 100 предприятий и организаций с общим числом работающих не менее 1 млн человек.

Также, по данным Первого отдела Госплана СССР, к производству вооружений и военной техники постоянно привлекались более 800 предприятий «гражданских» министерств и ведомств.
В соответствии с ПСМ № 758-316 от 8.09.1964 года в СССР была установлена единая система условных и открытых наименований министерств, ведомств, предприятий и организаций СССР; КГБ при СМ СССР утверждено Положение о порядке применения этих наименований. В 1966 году были упразднены «номерные» обозначения предприятий, они получили открытые названия и секретные условное наименование «почтовых ящиков» (типа «А-0001»). Переход на новую систему наименований был полностью закончен к 1967 году. Условные обозначения предприятий – почтовые ящики («п/я») окончательно были упразднены в соответствии с ПСМ № 250-79 от 21.03.1989 г.
К 1989 году в СССР действовало более 1100 «номерных» предприятий.

## Военная приёмка
Для контроля качества военной продукции на предприятиях-изготовителях, в организациях и учреждениях, независимо от ведомственной подчинённости и форм собственности, существуют специальные воинские подразделения (службы). В СССР и РФ это представители заказчика (военные представители, военпреды).
Военные представители производят оценку соответствия изготавливаемой продукции в форме контроля качества, с последующим документальным подтверждением соответствия всем требованиям заказчика в сопроводительных документах.
Контроль качества изделий проверяется ВП соблюдением условий техпроцесса при производстве и испытаниями: приемо-сдаточными, периодическими, типовыми и т.д.

## Военное производство в США (кратко)
Распространённая практика для военных заводов в США — государственное предприятие, управляемое частным подрядчиком (GOCO), либо частное производство, работающее по контракту с правительством.
Государственное предприятие создаётся на средства федерального правительства, но затем на конкурсной основе выбирается управляющая компания, осуществляющее руководство предприятием согласно условий контракта.
Владельцем федерального предприятия выступает какая-либо государственная структура или организация, для военных заводов это может быть Армия США, Военно-морской флот или, к примеру, сразу Министерство обороны США.
Несколько примеров:
- Спрингфилдский арсенал (Springfield Armory, см. отдельную статью) — старейшее в США федеральное предприятие по производству стрелкового оружия и боеприпасов к нему, было закрыто в 1968 году и преобразовано в национальный исторический музей.
- Военно-морской авиационный завод ВМС США (Naval Aircraft Factory, NAF) был построен в 1917 году и использовался до 1945 года. На предприятии занимались разработками, исследованиями и опытным производством, также доработками серийных самолётов под нужды ВМС и постройкой самолётов собственной конструкции.
- Танковый завод в Детройте — федеральное предприятие под управлением корпорации «Крайслер». Этот крупнейший производитель бронетехники для стран НАТО был закрыт в 1996 году, и сейчас в США остался один федеральный танкостроительный завод в г. Лима (штат Огайо), владельцем которого выступает министерство обороны США, а управляющим подрядчиком — General Dynamics Land Systems (подразделение компании GD).
- Транснациональная корпорация General Dynamics Corporation (GD) — один из крупнейших мировых производителей военной техники, работающий по заказам правительства. Около 70 % выручки корпорации приносят заказы Правительства США, в том числе 56 % — Министерства обороны, ещё 10 % составляют госзаказы других стран. Производственные мощности расположены в США, Мексике, Канаде, Великобритании, Австрии, Испании, Швейцарии, Германии, Китае и Сингапуре.